# Bröllop och jäkelskap
Bröllop och jäkelskap är en komedi med buskisduon Stefan och Krister. Det är en fars som är inspelad på Vallarnas Friluftsteater i Falkenberg år 2002, och är en fristående uppföljare till Snålvatten och jäkelskap.

## Handling
Året är 1948, en söndag runt midsommartid, och det har gått ett år sedan Lennart fick ett arbete i staden. Matilda längtar efter barnbarn och när Lennart kommer hem till gården, börjar det rustas för bröllop på Kristerssons gård. Matilda tror att Lennart ska gifta sig med Inga, som varit i Amerika ett år och även drivit firman Vilgots Konfektion & Import, vilken hon köpte ifjol. Lennart och Inga har alltid kommit bra överens så de skulle bli ett perfekt par enligt Matilda. Hon vet inte, dock, att det inte finns några sådana känslor mellan Lennart och Inga. Men Lennart har svårt att övertyga Matilda och väljer att hålla det mer eller mindre hemligt eftersom han inte vill såra sin mors känslor. 
Nils-Erik har ändrat skepnad från förr och är nu raka motsatsen till lat, men han är fortfarande extremt snål och har bland annat velat säga upp telefonen – vilket Matilda ej gjort, utan har under tiden hållit telefonen gömd utomhus. När Matilda föreslår att de bör flytta till staden (vilket blir lättare för dem, om de får barnbarn) och sälja gården, blir Nils-Erik skeptisk. Men när hon lyckas övertala honom, går han upp i varv, och vill sälja gården med detsamma.
Den sällsynt ointelligente brevbäraren Dag-Otto, som näst intill jämt är hos Kristerssons numera, gör dem äran att leta efter spekulanter och dessutom leda auktionen, då han för en gångs skull har en ledig dag från det hederliga postverket. Dock vet de inte att grannen Valdemar, som har fått en lite högre status tack vare sin dotter Inga och har till och med börjat med den snobbiga vanan att röka, är intresserad av gården och lägger ett anbud – och ser till att auktionen blir ett fiasko för Nils-Erik. 
Matilda hyr en piga, Rakel, av en grosshandlare (karaktärer från den tidigare farsen Bröstsim och gubbsjuka) för att hjälpa till med bröllopet. Rakel är mycket rädd för män, och direkt när Lennart får syn på henne, blir han förälskad, vilket inte gör saken lättare. Men hon inser senare att Lennart är speciell och får lite känslor för honom. Hennes förtroende för honom håller ej länge, dock, eftersom Inga kommer hem från Amerika och det visar sig att Inga är gravid. Alla utom Inga, Lennart och Valdemar tror att Lennart är fadern (medan den rätte är en rik amerikan). Lennart lyckas övertyga Rakel om att barnet inte är hans, och tänker ut en plan över hur de ska få Inga att klämma fram sanningen.
Tanken på att Lennart skall bli far gör Nils-Erik galopperande lycklig eftersom han känner till att regeringen kommer från och med nästa år börja dela ut barnbidrag i månaden, och med ett sådant bidrag skulle han få råd att rusta upp sin gård. Allting förvandlas till att fullständigt kaos, men lyckligtvis ordnar allt upp sig till slut, och Lennart gifter sig med Rakel – vigda av en excentrisk pingstpastor som har besökt gården under hela eftermiddagen, vilken Lennart har hållit gömd och trott vara endast en jobbig poetisk tiggare or knalle med samma förnamn.

## Roller
| Siw Carlsson       | – Matilda Kristersson             |
| Stefan Gerhardsson | – Nils-Erik Kristersson           |
| Mikael Riesebeck   | – Lennart Kristersson             |
| Jojje Jönsson      | – Dag-Otto Flink, brevbärare      |
| Annika Andersson   | – Rakel Träff, piga               |
| Gösta Jansson      | – Lennart "Knallen", pingstpastor |
| Jeanette Capocci   | – Inga Olsson, Valdemars dotter   |
| Håkan Klamas       | – Valdemar Olsson                 |